# Кубок Кремля 2001
Кубок Кремля 2001 — тенісний турнір, що відбувся на закритих кортах з килимовим покриттям спорткомплексу Олімпійський у Москві (Росія). Належав до серії International в рамках Туру ATP 2001, а також до серії Tier I в рамках Туру WTA 2001. Тривав з 1 до 7 жовтня 2001 року.

## Фінальна частина

### Одиночний розряд, чоловіки
Євген Кафельников —  Ніколас Кіфер 6–4, 7–5
- Для Кафельникова це був 2-й титул за сезон і 24-й - за кар'єру.

### Одиночний розряд, жінки
Єлена Докич —  Олена Дементьєва 6–3, 6–3
- Для Докич це був 3-й титул за сезон і 3-й — за кар'єру.

### Парний розряд, чоловіки
Макс Мирний /  Сендон Столл —  Магеш Бгупаті /  Джефф Таранго 6–3, 6–0
- Для Мирного це був 1-й титул за рік і 9-й - за кар'єру. Для Столла це був 4-й титул за сезон і 20-й - за кар'єру.

### Парний розряд, жінки
Мартіна Хінгіс /  Анна Курнікова —  Олена Дементьєва /  Ліна Красноруцька 7–6(7–1), 6–3
- Для Хінгіс це був 1-й титул за рік і з5-й - за кар'єру. Для Курнікової це був 2-й титул за сезон і 14-й — за кар'єру.